# Heckle and Jeckle
Faísca e Fumaça (no original: Heckle and Jeckle) é um desenho animado criado em 1946, por Paul Terry em seu próprio estúdio: a Terrytoons, para a 20th Century Fox. Seus nomes originais foram inspirados no famoso livro O Médico e o Monstro (The Strange Case of Dr. Jekyll and Mr. Hyde), do escocês Robert Louis Stevenson.
Faísca e Fumaça são dois corvos. Na versão original, Faísca apresenta um sotaque norte-americano do Brooklyn, enquanto Fumaça possui um sotaque inglês. Eles apareceram pela primeira vez no desenho The Talking Magpies, de 1946. A produção do desenho foi encerrada em 1966, retornando em 1978 em uma produção da Filmation, intitulada The New Adventures of Mighty Mouse and Heckle & Jeckle.
O desenho foi transmitido no Brasil pela RecordTV em meados da década de 90 dentro do bloco Tarde Maior e posteriormente foi parar na Rede Globo onde foi exibido dentro do infantil TV Globinho.
Uma aparição dos dois personagens foi feita em Os Simpsons, no episódio The Wizard of Evergreen Terrace (1998), durante a visão que Homer teve de seu próprio funeral.

## Quadrinhos
Faísca e Fumaça tiveram sua própria revista em quadrinhos durante alguns anos:
- St.John Publications: #1-24 (1951-55)
- Pines Comics: #25-34 (1956-1959)